# Хубулов, Арсен Давидович
Арсе́н Дави́дович Хубу́лов (осет. Хуыбылты Арсен; 13 декабря 1990, Владикавказ, СССР) — российский футболист, полузащитник.

## Биография
Воспитанник СДЮШОР «Юность» из Владикавказа. В 12 лет вместе с ровесниками Аланом Дзагоевым и Олегом Тигиевым получил приглашение от тольяттинской академии футбола имени Юрия Коноплёва, где тренировался у Игоря Осинькина.
Первый профессиональный матч сыграл в 2008 году, когда выступал во Втором дивизионе в составе «Автодора». В сезоне сыграл 8 матчей, а уже в следующем сезоне, в котором провёл 30 матчей, забил 5 голов, он стал одним из лидеров команды, заслужив приглашение на турнир «Надежда», организованный ПФЛ. Летом 2009 года Хубулов вместе с одноклубником Саккати был на просмотре в молодёжной команде «Зенита» и произвёл хорошее впечатление на главного тренера команды Анатолия Давыдова, однако в итоге остался в родной республике. Также сообщалось, что интерес к Хубулову проявлял один из московских клубов.
В феврале 2010 года прибыл на просмотр в «Аланию», с которой вскоре подписал контракт. 10 мая 2010 года в матче 10-го тура, в котором «Алания» принимала московский «Спартак» (5:2), на 66-й минуте дебютировал в Премьер-лиге, выйдя на замену Александру Мареничу и через 10 минут удостоился жёлтой карточки, а на 88-й минуте встречи после прострела Ивана Стоянова забил гол в ворота Сослана Джанаева, который и снял все вопросы о победителе данного матча. 2 октября 2010 года в домашнем матче с «Крыльями Советов» Арсен, появившись на поле во втором тайме, успел стать автором двух голевых передач.
По итогам 2011 года был включен в сборную ФНЛ, которая провела выставочный матч со сборной итальянской серии В в Астрахани. На 60-й минуте Хубулов открыл счёт в матче с пенальти, но в итоге итальянцы добились волевой победы (счёт игры 1:2).
31 мая 2013 года попал в расширенный список студенческой сборной России для участия во Всемирной Универсиаде в Казани, но в окончательный список игроков включён не был.
6 августа 2013 подписал долгосрочный контракт с «Кубанью». В январе 2017 покинул краснодарский клуб, 31 числа подписал контракт с махачкалинским «Анжи». 27 апреля 2017 года сделал хет-трик в ворота «Томи» в матче чемпионата России (3:3).
10 июля 2018 года перешёл в турецкий клуб «ББ Эрзурумспор». 2019 год провёл в «Енисее»

## Достижения
«Алания»
- Финалист Кубка России: 2010/11

«Кубань»
- Финалист Кубка России: 2014/15